# 出水田理絵
出水田 理絵（いずみた りえ、1993年3月1日 - ）は、日本の女子バスケットボール選手である。ニックネームはリョク。

## 来歴
三重県出身。
津商業高校でインターハイ、ウィンターカップ出場。年代別日本代表にも選出され、U-17世界選手権5位入賞。
大阪体育大学進学後、インカレ優勝を果たす。
2015年、トヨタ自動車に加入。同年のユニバーシアード日本代表にも負傷で欠場となった鈴木知佳に代わって選ばれ、4位入賞。
2019年引退。

## 経歴
- 津商高 - 大阪体育大 - トヨタ自動車（2015年〜2019年）